# 栗東郵便局
栗東郵便局（りっとうゆうびんきょく）は滋賀県栗東市にある郵便局。民営化前の分類では集配普通郵便局であった。

## 概要
住所：〒520-3099 滋賀県栗東市安養寺2-3-13

## 沿革
- 1874年（明治7年）4月1日 - 手原（てばら）郵便取扱所として開設[1]。
- 1875年（明治8年）1月1日 - 手原郵便局（五等）となる。
- 1884年（明治17年）6月30日 - 廃止。
- 1886年（明治19年）4月22日 - 手原村（てばらむら）郵便受取所として再設置させるも、その後、再び廃止。
- 1903年（明治36年）12月10日 - 手原郵便受取所として再々設置。
- 1905年（明治38年）4月1日 - 手原郵便局となる。
- 1956年（昭和31年）3月1日 - 大宝郵便局から電報配達業務の一部[2]を移管[3]。
- 1967年（昭和42年）11月26日 - 電話交換および和文電報配達業務を、栗東電報電話局に移管。
- 1980年（昭和55年）2月4日 - 特定郵便局から普通郵便局に局種別改定、栗東郵便局に改称するとともに、集配業務を開始。同日、栗太郡栗東町手原から、同町安養寺に局舎を新築、移転。
- 1997年（平成9年）8月23日 - 栗東御園簡易郵便局の一時閉鎖[4]に伴い、取扱事務を承継。
- 1999年（平成11年） - 外国通貨の両替および旅行小切手の売買に関する業務取扱を開始。
- 2007年（平成19年）10月1日 - 民営化に伴い、併設された郵便事業栗東支店に一部業務を移管。
- 2012年（平成24年）10月1日 - 日本郵便株式会社発足に伴い、郵便事業栗東支店を栗東郵便局に統合。

## 取扱内容
- 郵便、印紙、ゆうパック、内容証明
- 貯金、為替、振替、振込、国際送金、国債、投資信託
- 生命保険、バイク自賠責保険、自動車保険
- ゆうちょ銀行ATM
- 「520-30xx」区域（栗東市全域）の集配業務
- ゆうゆう窓口

## 周辺
- 栗東市役所
- 滋賀県立栗東高等学校
- 国道1号

## アクセス
- JR草津線 手原駅から南へ約800m（徒歩約10分）
- 帝産湖南交通 栗東郵便局、くりちゃんバス 栗東郵便局前下車
- 名神高速道路 栗東ICからすぐ
- 駐車場あり：12台